# Amandinea endochroa
Amandinea endochroa är en lavart som först beskrevs av Malme, och fick sitt nu gällande namn av Marbach 2000. Amandinea endochroa ingår i släktet Amandinea och familjen Caliciaceae.   Inga underarter finns listade i Catalogue of Life.